# Bolesław Motz
Pour les articles homonymes, voir Motz (homonymie).
Bolesław Wojciech Motz (Boleslas), né à Radzyń Podlaski le 23 avril 1865 et mort le 1er juillet 1935 à Paris (16e), est un urologue polonais.

## Biographie
Il est le fils de Antony Motz et Antonina Wittych, et l'époux de Zofia Kossowska.
Il publie plusieurs articles dans des revues spécialisées françaises et polonaises.
En 1912, il publie un bimensuel spécialisé: La revue clinique d'urologie
En 1914, il fonde à Paris, avec d'autres compatriotes le Comité de volontaires polonais lequel siège au 10 de la Rue Notre-Dame-de-Lorette, et qui se donne pour action l'enrôlement de jeunes Polonais pour se battre aux côtés de la France (Légion des Bayonnais).
Il meurt chez lui, Avenue Pierre 1re de Serbie, et repose au Cimetière des Champeaux de Montmorency.

## Distinction
Il est fait Chevalier de la Légion d'Honneur.